# Edwin Seroussi
Edwin Seroussi (né le 26 décembre 1952 à Montevideo) est un  musicologue israélien d'origine uruguayenne.

## Biographie
Edwin Seroussi s'établit en Israël en 1971. Il est professeur de musicologie et directeur du Centre de recherche de musique juive de l'Université hébraïque de Jérusalem. Ses sujets de recherches incluent aussi bien les traditions musicales juives d'Afrique du Nord et du Moyen-Orient que la musique populaire israélienne.

### Livres et monographies
- Diversity within Unity: Some Historical Aspects of Dutch Synagogue Music, Amsterdam: Menasseh Ben Israel Instituut. 2008, 40p. (Menasseh ben Israel Instituut Studies 1).
- Popular Music and Israeli National Culture (avec Motti Regev), University of California Press, 2004, 297 p. Compte-rendu: Israel Studies 10, no. 2 (2005), 168-174; Journal of Third World Studies 22, no. 1 (2005), 290-293; Ethnic and Racial Studies 28, no. 5 (2005), 965-967; American Journal of Sociology 111, no. 4 (2006), 1245–1247; Nations and Nationalism 13, no. 1 (2007), 168-170.
- Spanish-Portuguese Synagogue Music in Nineteenth-century Reform Sources from Hamburg: Ancient Tradition in the Dawn of Modernity, Jerusalem: Jewish Music Research Centre, The Hebrew University of Jerusalem, 1996, 173 p. (Yuval Monograph Series 11). Compte-rendu: Studia Rosenthaliana 32/2 (1998); Ethnomusicology 44/1 (2000), 170-172.
- Popular Music in Israel: The First Fifty Years, Cambridge, Ma.: Harvard College Library, 1996, 30 pp.
- Cancionero sefardí par Alberto Hemsi, introduction d'Edwin Seroussi, en collaboration avec Paloma Díaz-Mas, José M. Pedrosa and Elena Romero, Jerusalem, The Hebrew University of Jerusalem, 1995, 462 p. Compte-rendu: Jewish Folklore and Ethnology Newsletter 18/1-2 (1996), 88-89; Notes (December 1999), 496-500; Romance Philology 54 (2000).
- Mizimrat Qedem: The Life and Music of R. Isaac Algazi from Turkey, Jerusalem: Renanot, Institute for Jewish Music, 1989, 111 p. + 73 p. [H].  Compte-rendu: Turkish Music Quarterly 3/1 (1990), 10-13.

### Articles
- Poesía y música. Sefardíes: Literatura y lengua de una nación dispersa. XV Curso de Cultura Hispanojudía y Sefardí de la Universidad de Castilla-La Mancha, ed. Elena Romero, Cuenca: Ediciones de la Universidad de Castilla-La Mancha, 2008, p. 539–567.
- With a Single Melody: Jewish Musicians in Islamic Lands. Mincha le Menahem: A Collection of Essays in Honor of Rabbi Menachem Hacohen, eds. Hana Amit, Aviad Hacohen, Haim Beer. Kibbutz Hameuchad Press 2007, p. 489–498. [H]
- The musical traditions of the Jews of Libya. Libya (Oriental Jewish Communities in the 19th and 20th Centuries Series), ed. Haim Saadon.  Jerusalem: Ben Zvi Institute, 2007, p. 159–172 (with Essica Marks)  [H]
- Music in Medieval Ibero-Jewish Society.  Hispania Judaica Bulletin 5 (2007), p. 5–67.
- The Fall of Jerusalem Sung with One Melody: An Hebrew Dirge from Medieval Spain and its Christian Parallel. Aharon Mirsky, ed. by Ephraim Hazan and Joseph Yahalom. Ramat Gan: Bar-Ilan University Press, 2006, p 347–362. (with Rivka Havassy) [H]
- Andalusian Hebrew Strophic Poetry in the Religious Musical Repertoire of the Moroccan Jews.  Muwashshah: Proceedings of the Conference on Arabic and Hebrew Strophic Poetry and its Romance Parallels, School of Oriental and African Studies [SOAS], London, 8–10 October 2004, ed. Ed. Emery.  RN Books, London, 2006.
- La dimensione del suono nelle sinagoghe del Marocco. EM - Rivista degli Archivi di Etnomusicologia dell'Accademia Nazionale di Santa Cecilia, 2, no. 2 (2006), p. 109–125.
- La musique dans la culture sépharade traditionnelle et contemporaire, Le monde sépharade, vol. II: Civilisation, ed. Shmuel Trigano. Paris: Seuil, 2006, p. 597–624.
- Jewish Musicians in the Lands of Islam, Tapasam: A Quarterly Journal of Kerala Studies 1/3 (2006), 596-609.
- Catorce canciones en romance como modelos de poemas hebreos del siglo XV. Sefarad 65/2 (2005), p. 385–411.
- El ha-ya’ar yatzo yatzati: shir ve-gilgulav (El ha-ya’ar yatzo yatzati: A Song and its Variants). A Hearing Heart: Jubilee Volume in Honor of Avigdor Herzog (= Duchan 16, ed. Itzhak Recanati), Jerusalem: Renanot – The Jewish Music Institute, 2005, pp. 236–252 (with Efraim Hazan). [H]
- The Ancient Modernity of the Liturgical Music of the Portuguese Synagogue in Amsterdam. Jewish  Studies and the European Academic World. Plenary Lectures read at the VIIth Congress of the European Association for Jewish Studies (EAJS) Amsterdam, July 2002, ed. Albert van der Heide and Irene E. Zwiep. Paris-Louvain-Dudley, MA: Peeters, 2005, p. 15–21.
- A Common Basis: The Discovery of the Orient and the Uniformity of Jewish Musical Traditions in the Teaching of Abraham Zvi Idelsohn. Pe'amim 100 (2004), 125-146. [H]
- The Musical World of  Rabbi Moses Zacuto in Light of his Sacred Poetry, Pe'amim 96 (2004), 53-70. [H]
- More on Maimonides on Music. Zutot [Amsterdam] 2 (2003), 126-135. Spanish translation: Maimónides y la música: Nuevos aportes. Maimónides: Un sefardI universal Buenos Aires: Universidad Maimónides, CSIDISEF, 2004, p. 65–84.
- Archivists of Memory: Written Folksong Collections of Twentieth-Century Sephardi Women. Music and Gender: Perspectives from the Mediterranean, ed. Tullia Magrini. Chicago: Chicago University Press, 2003, p. 195–214.
- Yam tikhoniyut: Transformations of the Mediterranean in Israeli Music. Mediterranean Mosaic: Popular Music and Global Sounds, ed. Goffredo Plastino. New York and London: Routledge, 2003 (Perspectives on Global Pop), p. 179–198.
- In Search of Jewish Musical Antiquity in the 18th-century Venetian Ghetto: Reconsidering the Hebrew Melodies in Benedetto Marcello’s Estro Poetico-Armonico. The Jewish Quarterly Review 93/1-2 (2002): 149-200.
- Ha-noten teshu’a la-mlakhim: Identity and Nationality in 19th-century Synagogue Music in Europe. Mit Pauke und Reigen (10th anniversary of the European Center for Jewish Music, 1992–2002). Hannover: Hochschule für Musik und Theater. Hannover, 2002, p. 51–59.
- “Mediterraneanism” in Israeli Music: An Idea and its Permutations”, Music and Anthropology 7 (2002). http://www.muspe.unibo.it/period/ma/index/number7
- La musica e il transcendente. Tullia Magrini, Universi sonori: Introduzione all’etnomusicologia, Torino: Enaudi, 2002, p. 255–271.
- The Dimension of Sound in the Traditional Synagogue. La musica sacra nelle chiese cristiane. Atti del convegno internazionale di Studi, Roma, 25-27 Gennaio 2001, ed. Sabina Pozzi. Roma: Accademia Nazionale di Santa Cecilia; Bologna : Alfa Sudio[pas clair], 2002, p. 149–156.
- The Study of Liturgical Music of Algerian Jewry. Pe’amim 91 (2002), 31-50 (with Eric Karsenti). [H]
- From “Morenica” to “Sheharhoret”: Ladino Songs in the Israeli Repertoire. A Century of Israeli Culture, ed. Israel Bartal. Jerusalem: Magnes Press 2002, p. 244–250. [H]
- Songs of Grief and Hope: Ancient Western Sephardi Melodies of Qinot for the Ninth of Av. Yuval 7 (2002): Studies in Honor of Israel Adler, ed. by Eliyahu Schleifer and Edwin Seroussi. Jerusalem: Magnes Press, p. 201–232.
- Livorno: A Crossroads in the History of Sephardic Religious Music. The Mediterranean and the Jews, vol. 2: Society, Culture and Economy in Early Modern Times, ed. Elliott Horowitz and Moises Orfali. Ramat-Gan: Bar-Ilan University Press 2002, p. 131–154. Abridged version printed in: http://www.zamir.org/Notes/2003s.pdf
- New Perspectives on the Music of the Spanish-Portuguese Synagogues in North-Western Europe. Studia Rosenthaliana 35/2 (2001), pp. 297–309 (Special issue: Uprooted Roots: Amsterdam and the Early Sephardic Diaspora, ed. by Irene E. Zwiep, Alisa Ginio Meyuhas and Marcelo Dascal).
- From Court and Tarikat to Synagogue: Ottoman Art Music and Hebrew Sacred Songs. Sufism, Music, and Society in the Middle East, ed. Anders Hammarlund, Tord Olsson and Elisabeth Özdalga. Transactions vol. 10. Istanbul: Curzon Press, 2001, p 81–96.
- Sefardische liturgische muziek, Rabbi Josef Shalom Gallego, chazan in Amsterdam 1614-1628. Gids voor onderzoek narr de geschiedenis van de joden in Nederland, ed. J. Bethlehem, F. P. Hiegentlich, F. J. Hoogewoud (Kartons von geschiedenis en letterkunde 4). Amsterdam 2001, pp. 50–61 (Guide to Studies on the History of the Jews in Holland)
- The Singing of the Sephardi Piyyut in Cochin (India). Piyyut in Tradition, no. 2, ed. Efraim Hazan and Benjamin Bar-Tikva. Ramat-Gan: Bar-Ilan University Press 2000, p. 231–248. [H]
- Imágen e imaginación en la música sefardí contemporánea. Insula 647 (2000), 16-19.
- Toward a history of Jewish oral traditions: The singing of the prayer ‘Hayom harat olam’ in Sephardi synagogues. Rivista Internazionale di Musica Sacra 20 (1999), 151-174. (Expanded and updated version of: Written Evidence and Oral Tradition: The Singing of Hayom harat olam in Sephardic Synagogues. Musica Judaica 11/1 [1989-1990], 1-26.)
- Hacia una tipología musical del cancionero sefardí. Jewish Studies at the End of the 20th Century: Proceedings of the 6th EAJS Congress, Toledo 1998, ed. J. Tarragona Borrás and A. Saenz-Badillos. Leiden-Boston-Köln: Brill 1999. Vol. II: Judaism from the Renaissance to Modern Times, p. 649–657.
- Le cancionero séfarade. Les cahiers du judaïsme 5 (1999), 57-63.
- On the Study of the Musical Traditions of the Jews in Afghanistan. Pe’amim 79 (1999), 159-170. (with Boaz Davidoff) [H]
- Hanale hitbalbela (“Hanale was rattled”), Fifty to Forty Eight: Critical Moments in the History of the State of Israel (special issue of Theory and Criticism, vols.12-13), ed. Adi Ophir. Jerusalem: Van Leer Institute 1999, p. 269–278. [H]
- The Liturgical Music of the Sephardi Jews: East and West. The Proceedings of the Tenth British Conference on Judeo-Spanish Studies, 21 June-1 July 1997, ed. Annette Benaim. London 1999, p. 289–298.
- The Music of the Ladino Folksong. Pe’amim 77 (1999), 5-19. [H]
- De-gendering Jewish music: The Survival of the Judeo-Spanish Folk Song Revisited. Music and Anthropology 3 (1998).15 pp. On line: http://www.fondazionelevi.org/ma/index/number3/seroussi/ser_0.htm
- Musical Notations of Zemirot (Sabbath Table Songs) in an Eighteenth-Century Manuscript at the Prague National Library. Studies in Bibliography and Booklore 20 (1998), 5-24 (With Israel Adler)
- Musika osmanit klasit be-kerev yehudei saloniki (“Ottoman Classic Music among the Jews of Saloniki”). Ladinar: Mehkarim ba-sifrut, ba-musika uba-historia shel dovrei ladino, ed. Judith Dishon and Shmuel Refael. Tel Aviv 1998, p. 79–92 [H]
- La musique andalouse-marocaine dans les manuscrits hébraïques, Relationes judéo-musulmanes au Maroc - perceptions et réalités, ed. Michel Abitbol. Paris: Editions Stavit 1997, p. 283–294.
- Rabbi Israel Moshe Hazzan on Music. Haham Gaon Memorial Volume, ed. Rabbi Marc D. Angel. New York: Hermon Press 1997, p. 183–195.
- La música en las Coplas de Yosef Hasadic de Abraham Toledo, 1732. Sefarad 56/2 (1996), 377-400.
- Beautifying Worship: Music in Early Reform Synagogues of Northern Germany (ca. 1810-1840). Fasch und die Musik in Europa des 18. Jahrhunderts, ed. Guido Bimberg and Rudiger Pfeiffer. Weimar, Köln, Wien: Boehlau Verlag 1995, p. 241–252. (Fasch Studien IV)
- Reconstructing Sephardi Music in the 20th Century: Isaac Levy and his Chants judeo-espagnols. The World of Music (Jewish Musical Culture - Past and Present) 37/1 (1995), 39-58.
- Documenting Music in Israel. Documenting Israel, ed. Charles Berlin. Cambridge, Massachusetts: Harvard College Library 1995, p. 153–166.
- Two Spanish-Portuguese ‘Cantorial Fantasias’ from Hamburg  (1838). Die Sefarden in Hamburg: Zur Geschichte einer Minderheit. Ertse Teil, herausgegeben von Michael Studemund-¬Halévy in verbindung mit Peter Koj. Hamburg 1994, p. 171–184.
- El legado español en la música sefardí: estado de la cuestión. Proyección histórica de España en sus tres culturas: Castilla y León, América y el Mediterráneo. 3 vols., ed. Eufemio Lorenzo Sanz. Valladolid: Junta de Castilla y León 1993, vol. 3, p. 569–578.
- Yggaleh kevod malkhutekha: Musical Remarks on a Poem by R. Israel Najara Sung by the Sabbateans. Tarbiz 62/3 (1993), 361-379. [H]
- Sephardic Music: A Bibliographical Guide with a Checklist of Notated Sources. Jewish Folklore and Ethnology Review 15/2 (1993), 56-61.
- New Directions in the Music of the Sephardic Jews. Modern Jews and their Musical Agendas, ed. Ezra Mendelsohn. New York, Oxford 1993, p. 61–77. (Studies in Contemporary Jewry 9)
- On the Beginnings of the Singing of Bakkashot in 19th Century Jerusalem. Pe'amim 56 (1993), 106-124. [H]
- La música sefardí en el Imperio Otomano: Nuevas fuentes literarias. Actes del Simposi Internacional sobre Cultura Sefardita, ed. Josep Ribera. Barcelona 1993, p. 279–294.
- R. Joseph Shalom Gallego Author of Imrei No’am: A Cantor from Saloniki in Early 17th-century Amsterdam; with Annotations on the Poets, the Poems by Joseph Shalom Gallego and an Analytical Index by Tova Beeri. Assufot 6 (1992), 87-150. [H]
- The Ancient Melodies: On the Antiquity of Music in the Sephardic Liturgy. Pe'amim 50 (1992), 99-131. [H]
- Die sephardische Gemeinde in Wien: Geschichte einer orientalisch-jüdischen Enklave in Mitteleuropa. Sephardim Spaniolen: Die Juden in Spanien - Die Sephardische Diaspora, ed. Felicitas Heimann-Jelineck and Kurt Schubert. Einsenstadt 1992, p. 145–153. (Studia Judaica Austriaca, XIII)
- Musica mizrahit and the Realignment of Israeli Society: The Case of Hayyim Moshe. 1789-1989 Musique, Historie, Democratie, 3 vols., ed. Antoine Hennion. Paris 1992, vol. III, p. 669–672. (with Jeff Halper and Pamela Squires-Kidron)
- Between the Eastern and Western Mediterranean: Sephardic Music after the Expulsion from Spain and Portugal. Mediterranean Historical Review, 6/2 (1991), 198-206.
- Musicology in Israel 1980-1990. Acta Musicologica 43/2 (1991), 238-268. (with Don Harrán)
- The Peşrev as a Vocal Genre in Ottoman Hebrew Sources. Turkish Music Quarterly 4/3 (1991), 1-9.
- Islamic Influences on the Music of the Jews. Mahanayim 1 (1991), 116-123. [H]
- From Tugarma to Jerusalem: Isaac Eliyahu Navon and his Contribution to the Israeli Folksong. Dukhan 13 (1991), 120-130. [H]
- Judeo-Spanish Contrafacts and Musical Adaptations: The Oral Tradition. Orbis Musicae 10 (1990-1), 164-194. (with Susana Weich-Shahak)
- Towards a Hassidic Music Lexicon. Orbis Musicae 10 (1990-1), 118-143. (with Yaacov Mazor)
- La música arábigo-andaluza en las baqqashot judeo-marroquíes: Estudio histórico y musical. Anuario Musical 45 (1990), 297-¬315.
- The Turkish Makam in the Musical Culture of the Ottoman Jews: Sources and Examples. Israel Studies in Musicology 5 (1990), 43-68.
- The Growth of the Judeo-Spanish Folksong Repertory in the 20th Century. Proceedings of the Tenth World Congress of Jewish Studies, Division D, 2. Jerusalem 1990, p. 173–180.
- Rabbi Israel Najara: Moulder of Hebrew Sacred Song after the Expulsion from Spain. Assufot 4 (1990), 285-310. [H]
- Written Evidence and Oral Tradition: The Singing of Hayom harat olam in Sephardic Synagogues. Musica Judaica 11/1 (1989–1990), 1-26. (Revised and expanded version of: The Musical Performance of Hayom harat olam in Sephardic Communities).
- A Hassidic Exemplum in a Judeo-Spanish Homily from the Early 19th Century: A New Source on ‘Secular’ Music in Synagogal Singing. Jerusalem Studies in Jewish Folklore 11-12 (1989–1990), 121-138. [H]
- The Life and Work of Eduard Birnbaum, Pioneer of Jewish Music Research. Duchan 12 (1989), 27-37. [H]
- The Musical Performance of Hayom harat olam in Sephardic Communities: On the Use of Notated Sources in Jewish Music Research. Duchan 12 (1989), 210-227. [H]
- Musica mizrahit: Ethnicity and Class Culture in Israel. Popular Music 8/2 (1989), 131-141. (with Jeff Halper and Pamela Squires-Kidron). For an earlier version, see: Ethnicity and Class Culture in the Popular Music of Israel. Studies in Socio-Musical Sciences, ed. Joachim Braun and Uri Sharvit. Ramat Gan: Bar-Ilan University Press, 1998, p. 171–181.
- Sacred Song in an Era of Change: Musical Reforms in Sephardic Synagogues in Austria and the Balkan States. Pe'amim 34 (1988), 84-109. [H]
- Politics, Ethnic Identity and Music in the Singing of Bakkashot among Moroccan Jews in Israel. Asian Music 17/2 (1986), 32-45.
- La actitud de Maimónides hacia la música: aspectos halájicos y éticos. Sefardica 4 (1985), 25-31.
- Change and Continuity in the Singing of Baqqashot among Moroccan Jews in Israel: Transformations in the Symbolic Meaning of a Traditional Music Custom. Pe'amim 19 (1984), 113-129. [H]
- Eduard Birnbaum: A Bibliography. Yuval: Studies of the Jewish Music Research Centre 4 (1982), 170-178.